# Joe Ellis (dirigente di football americano)
Josiah Wear Ellis (Colorado, 16 novembre 1958) è un dirigente sportivo statunitense, presidente e amministratore delegato dei Denver Broncos della National Football League (NFL).

## Biografia
Ellis è un membro della famiglia Bush, essendo nipote del 41º presidente degli Stati Uniti George H. W. Bush, e cugino dell'ex presidente George W. Bush. La madre di Ellis, Nancy Walker Bush, è l'unica sorella di George H.W. Bush.